# Niels Baunsøe
Niels Werner Baunsøe (født 29. juni 1939 på Frederiksberg, død 12. marts 2012) var en dansk cykelrytter og erhvervsmand.
I 1957 blev han som 18-årig nordisk ungdomsmester på landevej og nummer to ved DM i landevejscykling efter Eluf Dalgaard. 
Ved Sommer-OL 1960 deltog Baunsøe i 100-kilometer holdløb sammen med Vagn Bangsborg, Jørgen B. Jørgensen og den nordiske mester Knud Enemark.